# Charles Marion
Pour les articles homonymes, voir Marion.
Charles Léonce Pierre, 5e baron Marion, né le 14 janvier 1887 à Saint-Germain-en-Laye et mort le 16 novembre 1944 à Annecy, est un officier, écuyer français du Cadre noir de Saumur, préfet. Il fut un cavalier de haut niveau.

## Biographie
Il baigne très vite dans un environnement militaire, son père étant lui-même chef d’escadron au 18e régiment de Chasseurs.
Officier du Cadre noir de Saumur, nommé général en 1942, il exerce les fonctions de préfet sous le gouvernement de Vichy (dans l’Aveyron de septembre 1940 à décembre 1943, puis de Haute-Savoie de décembre 1943 à juin 1944). Il a reçu la Francisque.
Auparavant révoqué par le gouvernement de Vichy, le général Marion fut arrêté à la Libération et détenu à la prison d'Annecy où il préparait sa défense dans l'attente d'un jugement. Un groupe de résistants incontrôlés a réussi dans des conditions obscures, probablement sous la menace armée, à se faire ouvrir la prison et à en extraire le général Marion et un codétenu, un certain colonel Lelong. Tous deux furent sommairement assassinés le même jour dans une carrière proche d'Annecy. Quelque temps plus tard, un rapport en allemand fut trouvé dans les papiers de la Gestapo d'Annecy, très défavorable au Général, où l'auteur se plaignait de son attitude très froide envers l'occupant et hostile à la Milice, dévoilait ses liens étroits avec l'Armée Secrète et recommandait son arrestation au plus vite.

## Palmarès
- Jeux olympiques:
  -  Médaille d'or en dressage par équipe aux Jeux olympiques d'été de 1932 à Los Angeles (États-Unis)
  -  Médaille d'argent en dressage individuel aux Jeux olympiques d'été de 1928 à Amsterdam (Pays-Bas)
  -  Médaille d'argent en dressage individuel aux Jeux olympiques d'été de 1932 à Los Angeles (États-Unis)

## Distinctions
- Ordre de la Francisque